# Джо Баррі Керролл
Джо Баррі Керролл (англ. Joe Barry Carroll, нар. 24 липня 1958, Пайн-Блафф, Арканзас, США) — американський професіональний баскетболіст, що грав на позиції центрового за низку команд НБА. Гравець національної збірної США. Після завершення спортивної кар'єри — філантроп, фінансовий консультант, письменник.

## Ігрова кар'єра
На університетському рівні грав за команду Пердью (1976–1980). 1980 року допоміг команді дійти до фіналу чотирьох, де Пердью програв УКЛА. Займає перше місце в історії команди за кількістю підбирань (1,148) та блок-шотів (349), а також друге місце після Ріка Маунта за кількістю набраних очок (2,175).
1980 року був обраний у першому раунді драфту НБА під загальним 1-м номером командою «Голден-Стейт Ворріорс». Професійну кар'єру розпочав 1980 року виступами за тих же «Голден-Стейт Ворріорс», захищав кольори команди з Окленда протягом наступних 4 сезонів. 
З 1984 по 1985 рік грав у складі італійської команди «Сімак Мілан». За цей час виборов титул чемпіона Італії та завоював Кубок Корача.
1985 року повернувся до «Голден-Стейт Ворріорс», у складі якої провів наступні 2 сезони своєї кар'єри. 1987 року взяв участь у Матчі всіх зірок НБА.
Наступною командою в кар'єрі гравця була «Х'юстон Рокетс», куди він разом зі Сліпі Флойдом був обміняний на Ральфа Семпсона та Стіва Гарріса.
З 1988 по 1990 рік грав у складі «Нью-Джерсі Нетс».
Посеред сезону був обміняний до «Денвер Наггетс» на Майкла Катрайта.
Останньою ж командою в кар'єрі гравця стала «Фінікс Санз», до складу якої він приєднався 1991 року і за яку відіграв лише частину сезону.

## Статистика виступів в НБА

### Регулярний сезон
| Сезон              | Команда                 | GP  | GS  | MPG  | FG%  | 3P%  | FT%   | RPG | APG | SPG | BPG | PPG  |
| ------------------ | ----------------------- | --- | --- | ---- | ---- | ---- | ----- | --- | --- | --- | --- | ---- |
| 1980–81            | «Голден-Стейт Ворріорс» | 82  |     | 35.6 | .491 | .000 | .716  | 9.3 | 1.4 | 0.6 | 1.5 | 18.9 |
| 1981–82            | «Голден-Стейт Ворріорс» | 76  | 75  | 34.6 | .519 | .000 | .728  | 8.3 | 0.8 | 0.8 | 1.7 | 17.0 |
| 1982–83            | «Голден-Стейт Ворріорс» | 79  | 79  | 37.8 | .513 | .000 | .719  | 8.7 | 2.1 | 1.4 | 2.0 | 24.1 |
| 1983–84            | «Голден-Стейт Ворріорс» | 80  | 80  | 37.0 | .477 | .000 | .723  | 8.0 | 2.5 | 1.3 | 1.8 | 20.5 |
| 1985–86            | «Голден-Стейт Ворріорс» | 79  | 79  | 35.5 | .463 | .000 | .752  | 8.5 | 2.2 | 1.3 | 1.8 | 21.2 |
| 1986–87            | «Голден-Стейт Ворріорс» | 81  | 81  | 33.6 | .472 | –    | .787  | 7.3 | 2.6 | 1.1 | 1.5 | 21.2 |
| 1987–88            | «Голден-Стейт Ворріорс» | 14  | 14  | 29.1 | .378 | .000 | .797  | 6.6 | 1.4 | 0.9 | 1.8 | 15.5 |
| 1987–88            | «Х'юстон Рокетс»        | 63  | 16  | 25.3 | .452 | .000 | .748  | 6.3 | 1.5 | 0.6 | 1.3 | 12.0 |
| 1988–89            | «Нью-Джерсі Нетс»       | 64  | 62  | 31.2 | .448 | –    | .800  | 7.4 | 1.6 | 1.1 | 1.3 | 14.1 |
| 1989–90            | «Нью-Джерсі Нетс»       | 46  | 20  | 21.8 | .393 | .000 | .794  | 5.4 | 0.9 | 0.4 | 1.2 | 8.8  |
| 1989–90            | «Денвер Наггетс»        | 30  | 27  | 24.0 | .432 | –    | .743  | 6.4 | 1.8 | 0.9 | 2.0 | 11.9 |
| 1990–91            | «Фінікс Санз»           | 11  | 0   | 8.7  | .361 | –    | .917  | 2.2 | 1.0 | 0.1 | 0.7 | 3.4  |
| Усього за кар'єру  | Усього за кар'єру       | 705 | 533 | 32.4 | .474 | .000 | .747  | 7.7 | 1.8 | 1.0 | 1.6 | 17.7 |
| В іграх усіх зірок | В іграх усіх зірок      | 1   | 0   | 18.0 | .143 | –    | 1.000 | 6.0 | 0.0 | 0.0 | 1.0 | 4.0  |

### Плей-оф
| Сезон             | Команда                 | GP | GS | MPG  | FG%  | 3P%  | FT%   | RPG | APG | SPG | BPG | PPG  |
| ----------------- | ----------------------- | -- | -- | ---- | ---- | ---- | ----- | --- | --- | --- | --- | ---- |
| 1987              | «Голден-Стейт Ворріорс» | 10 | 10 | 33.4 | .454 | .000 | .804  | 6.5 | 1.9 | 1.4 | 2.5 | 18.9 |
| 1988              | «Х'юстон Рокетс»        | 4  | 4  | 29.0 | .383 | –    | .800  | 4.8 | 0.5 | 0.8 | 0.3 | 11.0 |
| 1990              | «Денвер Наггетс»        | 3  | 3  | 15.3 | .563 | –    | 1.000 | 3.0 | 1.0 | 0.3 | 1.7 | 6.7  |
| 1991              | «Фінікс Санз»           | 2  | 0  | 7.5  | .500 | –    | .000  | 0.5 | 1.0 | 0.0 | 0.5 | 4.0  |
| Усього за кар'єру | Усього за кар'єру       | 19 | 17 | 26.9 | .449 | .000 | .797  | 4.9 | 1.4 | 0.9 | 1.7 | 13.7 |

## Життя поза НБА
Після завершення ігрової кар'єри Керролл став інвестиційним радником. Також зайнявся написанням художніх творів та картин.
У 26 років заснував організацію BroadView Foundation, метою якої була фінансова підтримка програм для малозабезпечених афро-американців. Також були запроваджені стипендії для навчання в коледжах.
1993 року заснував компанію The Carroll Group, яка спеціалізується на інвестиційному консалтингу та базується в Атланті, Джорджія. Основними клієнтами компанії є багаті родини та професійні спортсмени.
Керролл також видав книгу спогадів «Зростаючи...у словах та фотографіях» (англ. Growing Up . . . In Words and Images). Твір отримав похвалу від премії Тоні, режисера Кені Ліона та інших критиків.